# PB Clermont
PB Clermont (ou Eurenco Clermont) est une fabrique de poudre propulsive belge et l'une des plus importantes fabriques de poudre pour petit et moyen calibres au monde. Elle est sise à Engis en Province de Liège dans le village de Clermont-sous-Huy d'où lui vient son nom.

## Histoire
La première poudrerie est créée à Clermont-sous-Huy en 1850 par la société Hilgers & Cie ; elle produit alors de la poudre noire. La société Muller la rachète en 1872.
Une fusion d'entreprises la transforme en une filiale de la Société générale de Belgique qui porte le nom de « société anonyme Poudreries Réunies de Belgique » ; après avoir vu son nom abrégé en S.A. PRB en 1969, elle entre en 1973 dans le groupe Gechem. Possédant 73 usines en 1979, elle est vendue en 1989 à Astra holdings et mise en faillite la même année.
Le site de Clermont est repris en 1990 par le groupe SNPE (lui-même dépendant de European Energetics Corporation) et porte alors le nom de PB Clermont. La SNPE est intégrée au groupe Nexter en 2013, sous la forme d’une holding, possédant la société Eurenco, sa branche opérationnelle, qui dans les années 2020 donne le nom à l'usine.  

## Produits
Après la production de poudre noire (1850-1962), de mèches et câbles de sécurité et de déminage (1860-1969), de poudre sans fumée à base de nitrocellulose, de poudres en granulés et flocons pour munitions (1894-1964), de munitions (1899-1936) et de nitrocellulose (1901-1940), les Poudreries ont ouvert la première unité en Europe de fabrication de poudre sphérique avec une licence de la firme Olin (États-Unis).
En 2013, PB-Clermont fabrique de la nitroglycérine (200 kg/an) et de la poudre propulsive (± 2 000 T par an) pour usage militaire et civil (munitions sportives, cartouches pour outils, cartouches d'abattage des bovins). Elle emploie 102 personnes en 2013 et 137 en 2023 et fournit quasiment tous les grands fabricants internationaux de munitions en petits et moyens calibres.
En 2023, elle est devenue le plus grand producteur de poudres sphériques en Europe et le numéro deux mondial, avec une production annuelle de 2 200 tonnes et des ventes de 40 millions d'euros. En octobre 2023, on annonce un doublement de la production d'ici 2025.

## Site
Services généraux et de production, laboratoires de chimie, physique et métrologie, ateliers de fabrication des poudres et de nitroglycérine sont construits dans le bas d'une zone fortement boisée de ± 100 ha située dans la zone de Clermont-sous-Huy qui touche à la Meuse, entre Éhein-bas et Hermalle-sous-Huy. À mi-pente se trouvent le laboratoire d'essais balistiques et les couloirs de tir, et au sommet les ateliers d'homogénéisation de la poudre, de tamisage, de conditionnement et de stockage des produits finis.

## Sécurité
Le 29 octobre 1980, une explosion a coûté la vie à deux travailleurs dont Claude Marsin de Hermalle /s Huy, il est décédé le 30, jours de ses trente ans.
Depuis, classée Seveso, PB Clermont satisfait aux normes internationales ISO 9001 et AQAP 120 qui, par l'application de procédures strictes, limitent les risques pour le personnel et les riverains.
Trois accidents sont cependant survenus en 2013 : un début d'incendie, une fuite d'acide et, le 26 mars 2013, l'embrasement de quelque 250 kg de poudre noire qui ont très gravement brulé deux ouvriers. Kevin Mahy meurt le 3 avril suivant, Patrice Ramackers le 28 du même mois.

## Sources
- Site de contact d'Eurenco
- Demande de permis unique relative à l'extension de la capacité de stockage d'explosifs de PB Clermont à Engis, consulté le 9/4/2013.